# Острів Мідний

Мапа острова

О́стрів Мі́дний (рос. остров Медный) — другий за величиною острів у складі Командорських островів. Розташований на схід від Камчатського півострова, в Беринговому морі, за декілька десятків кілометрів від острова Беринга. Адміністративно острів входить до складу Алеутського району Камчатського краю Росії.
Площа Мідного становить — 186 км², довжина — 56 км, ширина до 5-7 км. Максимальна висота над рівнем моря — 640 м. Уся територія острова входить до складу Командорського біосферного заповідника. Клімат помірний океанічний з холодним і вологим літом і порівняно м'якою зимою, середньорічна температура становить +2,8 °C.

## Історія
Острів був відкритий в 1741 році експедицією Вітуса Беринга. Наприкінці XIX століття на острові влаштувалися перші поселенці — алеути, що переселилися з острова Атту Алеутських островів і заснували селище Преображенське. У 1867 острів був проданий США разом з Аляскою, проте пізніше Росія зберегла контроль над островом. За радянських часів в 1970 році все цивільне населення було переселене на острів Беринга в село Нікольське. В наш час[коли?] на острові функціонує прикордонна застава Преображенська.